# Nigilgia mochlophanes
Nigilgia mochlophanes is een vlinder uit de familie Brachodidae. De wetenschappelijke naam voor de soort is, als Phycodes mochlophanes, voor het eerst geldig gepubliceerd in 1921 door Edward Meyrick.
De soort komt voor in het Afrotropisch gebied.